# توقيع جيني
التوقيع الجيني أو توقيع التعبير الجيني هو مجموعة مفردة أو مجمعة من الجينات في خلية ذات نمط مميز للتعبير الجيني، ويحدث نتيجة لعملية بيولوجية متغيرة أو غير متغيرة أو حالة طبية مرضية. لا ينبغي الخلط بين هذا المفهوم ومفهوم التعبير الجيني التشخيصي. يؤدي تنشيط المسارات في عملية فسيولوجية منتظمة أو استجابة فسيولوجية للمنبه إلى بدء سلسلة من توصيل الإشارات والتفاعلات التي تثير مستويات متغيرة من التعبير الجيني، والتي تُصنف على أنها توقيع جيني لتلك العملية أو للاستجابة الفسيولوجية. تنقسم التطبيقات السريرية للتوقيعات الجينية إلى توقيعات إنذارية وتشخيصية وتوقيعات تنبؤية. تتراوح الأنماط الظاهرية التي يمكن تحديدها نظريًا من خلال توقيع التعبير الجيني من تلك التي تتنبأ ببقيا الشخص أو إنذار مرضه، وتلك التي تُستخدم للتمييز بين الأنواع الفرعية المختلفة للمرض، إلى تلك التي تتنبأ بتنشيط مسار معين. نموذجيًا، يمكن استخدام التوقيعات الجينية لاختيار مجموعة من المرضى الذين ستكون استجابتهم لعلاج معين فعالة أكثر من غيرها.

## الجدول الزمني لتحديد التوقيع الجيني
في عام 1995، أجريت دراستان حددتا طرقًا فريدة لتحليل التعبير الجيني العالمي للجينوم والتي عززت قيمة تحديد وتحليل تواقيع الجينات من الناحية الفسيولوجية. تشير الدراسة الأولى إلى تقنية تعمل على تحسين تحليل تسلسل وسم معبر عنه، والمعروفة باسم التحليل التسلسلي للتعبير الجيني (SAGE) الذي يتوقف على التسلسل والقياس الكمي لعينات الرنا المرسال التي اكتسبت مستويات من التعبير الجيني والتي كشفت في النهاية عن أنماط التعبير الجيني المميزة.
حددت الدراسة الثانية تقنية تُعرف الآن على نطاق واسع باسم المصفوفة الدقيقة التي تحدد تهجين الحمض النووي التكميلي (cDNA) على شريحة زجاجية لتحليل التعبير عن العديد من الجينات بالتوازي. لفتت هذه الدراسات الانتباه إلى ثروة المعلومات التي يحملها تحليل تواقيع الجينات والتي قد تكون أو لا تكون مهمة من الناحية الفسيولوجية.
إضافة لذلك، أحدثت التقنية الأخيرة ثورة في البحث في علم الوراثة وتقنية شرائح الحمض النووي، فهي تقنية معتمدة على نطاق واسع لتوصيف توقيعات التعبير الجيني إذ يمكن جمع وتصنيف هذه الاستجابات الفسيولوجية في مخازن مثل الموجودة على موقع «جامع التعبير الجيني (NCBI Gene Expression Omnibus)». يسمح هذا الكتالوج الخاص بتوقيعات التعبير الجيني التنبؤية والتشخيصية والإنذارية بالتنبؤ بظهور العوامل المسببة للأمراض لدى المرضى، وتصنيف الأورام والسرطان، والاستراتيجيات العلاجية المحسّنة التي تتنبأ بأفضل الجينات التي يمكن استهدافها.
حاليًا، تتجه المصفوفات الدقيقة والأساليب الكمية الأخرى مثل تسلسل الحمض النووي الريبي التي تشمل التنميط الجيني للتعبير، نحو تعزيز إعادة التحليل والتكامل في قاعدة البيانات الكبيرة المتاحة للجمهور لتوقيعات التعبير الجيني وملفات التعريف للكشف عن العتبة الكاملة للمعلومات التي تحملها هذه التواقيع.

## أنواع التواقيع الجينية

### توقيع الجين الإنذاري
يشير التوقيع الإنذاري إلى التنبؤ بالنتيجة المحتملة أو مسار المرض. يمكن أن يكون تصنيف النمط الظاهري البيولوجي أو الحالة الطبية بناءً على توقيع جيني محدد أو توقيعات جينية متعددة بمثابة علامة بيولوجية إنذارية للنمط الظاهري. يعمل المفهوم المسمى توقيع الجين الإنذاري على تقديم نظرة عامة عن النتيجة الإجمالية للحالة بغض النظر عن التدخل العلاجي. أجريت العديد من الدراسات مع التركيز على تحديد التوقيعات الجينية الإنذارية على أمل تحسين طرق التشخيص والدورات العلاجية المعتمدة في البيئات السريرية. من المهم ملاحظة أن التواقيع الجينية الإنذارية ليست هدفًا للعلاج، فهي فقط تقدم معلومات إضافية يجب مراعاتها عند مناقشة التفاصيل مثل المدة أو الجرعة أو حساسية الدواء وما إلى ذلك في التدخل العلاجي. تشمل المعايير التي يجب أن يفي بها توقيع الجين لنعتبره علامة إنذارية، إثبات ارتباطه بنتائج الحالة، وإمكانية التكاثر والتحقق من ارتباطها في مجموعة مستقلة من المرضى، وأخيرًا، يجب أن تثبت القيمة الإنذارية استقلالها عن العوامل القياسية الأخرى في تحليل متعدد المتغيرات. تتضمن تطبيقات هذه التواقيع الإنذارية فحوصات تنبؤية لسرطان الثدي، سرطان الخلايا الكبدية، سرطان الدم، وتتطور باستمرار لأنواع أخرى من السرطانات والاضطرابات أيضًا.

### تواقيع الجينات التشخيصية
يعمل توقيع الجين التشخيصي كمؤشر حيوي يميز الحالات الطبية المتشابهة ظاهريًا والتي تتنوع عتبة خطورتها بين أنماط ظاهرية خفيفة أو معتدلة أو شديدة. إن استخدام طرق مُجرّبة سابقًا لتشخيص الحالات الخطيرة وبطيئة السير سريريًا يسمح للممارسين بتقديم رعاية وخيارات علاجية أكثر دقة تتراوح من عدم العلاج والرعاية الوقائية إلى تخفيف الأعراض. تسمح هذه التوقيعات التشخيصية أيضًا بتمثيل أكثر دقة لعينات الاختبار المستخدمة في البحث. يوجد على غرار إجراء التحقق من صحة توقيع الجين التنبؤي، معيار لتصنيف توقيع الجين كمؤشر حيوي لاضطراب أو أمراض حددها تشاو وآخرون.

### التواقيع الجينية التنبؤية
يشبه التوقيع الجيني التنبؤي المرقم الحيوي التنبؤي، فهو يتنبأ بتأثير العلاج على المرضى أو المشاركين في الدراسة الذين يظهرون نمطًا ظاهريًا لمرض معين. يمكن أن يكون التوقيع الجيني التنبؤي على عكس توقيع الجين الإنذاري هدفًا للعلاج. المعلومات التي توفرها التوقيعات التنبؤية أكثر صرامة من تلك الخاصة بالتوقيعات الإنذارية لأنها تستند إلى مجموعات العلاج مع التدخل العلاجي والفائدة المحتملة من العلاج، بغض النظر عن التشخيص. تتناول التوقيعات الجينية التنبؤية الحاجة القصوى لطرق تخصيص وتكييف التدخل العلاجي في الأمراض. هذه التوقيعات لها آثار في تسهيل الطب الشخصي من خلال تحديد أهداف علاجية أكثر حداثة وتحديد أفضل الطرق لتحقيق الاستفادة المثلى من علاجات معينة.